# Ольшувка-Пільчицька
Ольшувка-Пільчицька (пол. Olszówka Pilczycka) — село в Польщі, у гміні Слупія Конецька Конецького повіту Свентокшиського воєводства.
Населення — 85 осіб (2011).
У 1975-1998 роках село належало до Келецького воєводства.

## Демографія
Демографічна структура на день 31 березня 2011 року:
|          | Загалом | Допрацездатний вік | Працездатний вік | Постпрацездатний вік |
| -------- | ------- | ------------------ | ---------------- | -------------------- |
| Чоловіки | 43      | 2                  | 33               | 8                    |
| Жінки    | 42      | 8                  | 23               | 11                   |
| Разом    | 85      | 10                 | 56               | 19                   |